# ジョシュア・ンフォンノボン・テミトペ
ジョシュア・ンフォンノボン・テミトペ（Joshua Mfonobong Temitope、2000年3月18日 - ）は、ナイジェリアの女子バスケットボール選手である。ポジションはセンター。バスケットボール女子日本リーグ（Wリーグ）の富士通レッドウェーブ所属。

## 経歴
ナイジェリア出身。 2016年留学生として高知中央高校に入学した。2017年（2年）同校はウインターカップに初出場し初戦を勝って2回戦まで進出した。2018年（3年）にはインターハイでベスト16、ウインターカップでベスト8だった。東京医療保健大学に進学し、全日本大学バスケットボール選手権大会（インカレ）では2019年（1年）から2022年（4年）まで4年続けて優勝を経験した。
2023年1月、アーリーエントリーで富士通レッドウェーブに加入した。
2023-24シーズン、富士通はレギュラーシーズン1位でプレーオフに進出した。セミファイナルでシャンソン、ファイナルでデンソーに勝ち16年ぶりに優勝した。 テミトペはレギュラーシーズンの26試合中23試合、プレーオフセミファイナルの全3試合、ファイナルの全3試合にスタメン出場した。『第25回Wリーグ　レギュラーシーズン』アウォード ベスト 5（センター）の投票結果では、髙田真希（デンソー）、イゾジェ・ウチェ（シャンソン）についで第3位だった。